# Stade de Toúmba
 (avril 2025).
Si vous disposez d'ouvrages ou d'articles de référence ou si vous connaissez des sites web de qualité traitant du thème abordé ici, merci de compléter l'article en donnant les références utiles à sa vérifiabilité et en les liant à la section « Notes et références ».
Le stade de Toúmba (en grec moderne : Γήπεδο Τούμπας) est un stade de football situé à Thessalonique en Grèce, appartenant au club omnisports du PAOK Salonique. Il a été construit en 1959 pour les rencontres sportives du club et servit ainsi d'enceinte pour les matchs à domicile de l'équipe de football du club, le PAOK Salonique FC, qui participait alors au championnat de Grèce de football.

## Histoire
Depuis 1979, le stade de Toúmba accueille les matchs à domicile du PAOK Salonique. Il est situé dans le quartier de Toúmba, à Thessalonique. Sa capacité était à l'origine de 40 000 personnes, jusqu'à l'installation progressive de sièges dans l'ensemble du stade, qui porta la capacité à 32 000 spectateurs en 1998.
L'introduction de zones de sécurité en 2000 a peu à peu réduit la capacité à 28 701 places assises aujourd'hui. Le record d'affluence est de 45 252 spectateurs, lors d'un match de première division entre le PAOK et l'AEK Athènes le 19 décembre 1976. Son nom officiel est simplement « Stade du PAOK ». Cependant, il est communément appelé en référence au nom du district dans lequel il se trouve.
Le stade de Toúmba a accueilli quelques rencontres de l'équipe de Grèce de football. Il a été sélectionné pour être un des stades du tournoi de football des Jeux Olympiques 2004. Ce choix a entraîné une rénovation complète en 2004. Les travaux ont débuté en 2003 et le stade a pu être prêt au début de l'été 2004, entièrement rénové et modernisé. 